# Macross The Musicalture
「Macross The Musicalture」（マクロス ザ・ミュージカルチャー）是日本動畫作品「Macross Series」的首部音樂劇作品。於2012年10月3日至10月8日，在Tokyo Dome City Hall（東京ドームシティホール）全8場公演。

## 概要
「Macross The Musicalture」是1982年放送的TV版動畫「超時空要塞Macross」的30周年企劃，也是「Macross Series」的首部音樂劇作品，故事時間設定在「Macross F」的3年後的2062年。
同時，Macross 30周年所舉行的「Miss Macross 30」選考中Actress Wing（アクトレス・ウィング）部分的「審査員特別賞」获得者片木ゆき也参与了表演。
和最初發表的CAST比較，共有兩個演出者進行了變更。維戈的菊池卓也变更为广濑友祐。夏洛特的神田沙也加在公演2天前因急性胃肠炎變更為富田麻帆。

## 故事簡介
西曆2062年，從地球出發的第29番目新Macross級移民船團Macross 29（ツーナイン、Two Nine）正面臨著經濟低迷、高失業率等各類社會問題。圍繞著爲了振興船團而舉辦的「Miss Macross Contest」（ミス・マクロス コンテスト），交差著愛與夢想的全新物語在以傑特拉帝武力再興主義組織「Neo Zentran」（ネオ・ゼントラン）派領導人维戈、安锡和樱三個年輕人間展開。

## 登场人物
维戈・瓦格利亚（Vigo Walgria，演員：广濑友祐）
傑特拉帝人，傑特拉帝武力再興主義組織「Neo Zentran」派领导者。黛莉爾的哥哥，Macross 29移民船團下屆市長候選人。和櫻、安錫是學生時代的好友。
5年前和安錫一起夢想著成為銀河舞者，當「Neo Zentran」襲擊安錫事件發生後，為了用文化的力量從根本上改變、而不是簡單的毀掉「Neo Zentran」而加入該組織。
安锡・安德森（Ash Anderson，演員：土屋SION）
地球人。在中華料理店「娘娘」打工，曾經有著成為銀河舞者的夢想。
在5年前因為「Neo Zentran」的襲擊而失去了左腿，致使夢想破碎。并憎恨之后加入「Neo Zentran」的维戈。和樱、维戈是学生时代的好友。
樱・克罗弗德（Sakura Crawford，演員：吉井香奈惠）
地球人，天真可愛、夢想成為歌手的小女孩。
因為喜歡安錫，而經常藉口去中華料理店「娘娘」吃拉麵。和安錫、維戈是學生時代的好友。從維戈那裏瞭解到其加入「Neo Zentran」的苦衷。
黛莉爾・瓦格利亚（Daryl Walgria，演員：上杉梨纱）
傑特拉帝人，維戈的妹妹。為了不輸給地球人，自幼學習唱歌、跳舞等所謂的文化知識。
被維戈的副官傑剛德所愛慕。當「Miss Macross Contest」宣佈舉辦的時候，認為這是一次讓市民瞭解「Neo Zentran」的機會而決定參加。
艾露（el，演員：陽向あゆみ）
被安锡从垃圾堆中捡回并修理好的机器人（サイバロイド），和安锡一起生活并爱慕着安锡。
因為想瞭解「歌」以及「愛」的真正含義而參加「Miss Macross Contest」。当比賽遭遇「Neo Zentran」的襲擊時為了保護維戈而被傑剛德擊中死亡，後重生。
索尼娅・多塞尔（Sonia Dosel，演員：长谷川爱）
1/4杰特拉帝血统，中华料理店「娘娘」的店长。
祖父是初代「超時空要塞Macross」中被派到SDF-1擔當諜報行動的傑特拉帝「青風」（青い風、Blue Wind）三人組的羅尼・多塞爾（ロリー・ドセル、Loli Dosel），祖母是SDF-1艦橋三人娘中的瓦蕾莎・雷雅德（ヴァネッサ・レイアード、Vanessa Laird）。
和「Neo Zentran」的黛莉爾是好朋友，經常向黛莉爾嘮叨其祖父羅尼是如何幫助傑特拉帝人感受文化的衝擊。當得知黛莉爾決定參加「Miss Macross Contest」後不甘落後，也決定前往參賽。
夏洛特・瑪麗恩・格拉斯（Charlotte Marion Glass，演員：富田麻帆）
地球人。Macross 29移民船團格拉斯市長的獨生女。從小在富裕家庭中成長，養成了叼蠻的個性。和Macross Frontier移民船團的格拉斯大統領是親戚。
爲了幫助父亲竞选下届市长，提议举办「Miss Macross Contest」。
西爾傑・凱文・格拉斯（Serge Cauvin Glass，演員：小林健一）
地球人。Macross 29移民船團現任市長，夏洛特的父親。迷戀Macross歷史並愛好收藏相關物品。
為了競選而舉辦「Miss Macross Contest」，在「Neo Zentran」襲擊後宣佈比賽延期，並決定優勝者將舉行銀河巡演，由維戈和安錫充當舞者。同時承諾振興船團經濟。
傑剛德（Zegand，演員：林野健志）
傑特拉帝人，「Neo Zentran」副官。崇尚武力主義，喜歡黛莉爾。
為了讓Macross 29移民船團市民瞭解「Neo Zentran」的力量而襲擊「Miss Macross Contest」，並意圖取代維戈自立。後因櫻的歌聲使「Neo Zentran」喪失戰鬥力而被捕。
阿弗洛（Afro，演員：加古临王）
地球人。在中華料理店「娘娘」打工，安錫的好友。
雖然是男性，卻對維戈這類強壯的男子充滿好感。

## 制作组
- {{lang|ja|演出：茅野勇（日语：茅野イサム）
- 演出補：井関佳子
- 脚本：三井秀樹
- 舞台監督：元木たけし
- 舞台音楽：坂部剛
- 振付：本山新之助
- 殺陣：清水大輔（和太刀）
- 美術：本江義治
- 髮型化妝設計：松下よし子
- 衣裳：木村猛志
- 人物設定：左
- 監修：河森正治
- 執行製片：大西加紋
- 製片：三宅達也、平井伸一
- 聯合制片：松田誠
- 企画協力：NELKE PLANNING（日语：ネルケプランニング）
- 制作：ブレインズアンドハーツ
- 主催：Big West / Big West Frontier

## 脚注
1. ↑  「Miss Macross 30」選考分為Singer Wing（シンガー・ウィング）和Actress Wing（アクトレス・ウィング）兩部分，共有超過4000人應募。其中約有550人應募Actress Wing，但未能選出優勝者，經過商定將「審査員特別賞」授予大阪府出身、19嵗的大學生片木ゆき；千菅春香參與的是Singer Wing應募。
2. ↑  . 「Macross The Musicalture」官方網站. 2012-10-02  [2012-10-02]. （原始内容存档于2018-12-07）.
3. ↑  因為人物名字沒有官方漢字表述，所有譯名均直接採用日文音譯，並不保證和英文譯名的完全對應

## 外部連結
- 「Macross The Musicalture」官方網站 （页面存档备份，存于） （日語）